# Antwerp
Antwerp é uma vila localizada no estado norte-americano de Ohio, no Condado de Paulding.

## Demografia
Segundo o censo norte-americano de 2000, a sua população era de 1740 habitantes.
Em 2006, foi estimada uma população de 1642, um decréscimo de 98 (-5.6%).

## Geografia
De acordo com o United States Census Bureau tem uma área de
3,0 km², dos quais 3,0 km² cobertos por terra e 0,0 km² cobertos por água. Antwerp localiza-se a aproximadamente 222 m acima do nível do mar.

## Localidades na vizinhança
O diagrama seguinte representa as localidades num raio de 16 km ao redor de Antwerp.